# Rádio Macau
Rádio Macau é uma banda portuguesa formada em Algueirão, Mem Martins, no início dos anos 80. Em 1993, a banda suspende a atividade, alegando cansaço e vontade de embarcar noutras experiências. Regressam como banda em 1998 e aos discos em 2000, com outra sonoridade.
O principal êxito da banda é o tema "O Anzol", que foi incluído no terceiro álbum da banda, O Elevador da Glória. "O Anzol" foi lançado como single em 1988 a sua sonoridade foi comparada a "Just Like Heaven", da banda inglesa The Cure, que saiu como single em outubro de 1987.

## Membros
- Xana (vocalista)
- Flak (guitarra)
- Alex (baixo)
- Filipe Valentim (teclados)
- Samuel Palitos (bateria)
- Ricardo Frutuoso (guitarra)

### Ex-membros
- Emanuel Ramalho (bateria)
- Luís San Payo (bateria)
- Beto Garcia (bateria)
- Fred Ferreira (bateria)

## Discografia
A discografia do grupo é composta pelos discos: 

### Álbuns
- (1984) Rádio Macau (EMI)
- (1986) Spleen (EMI)
- (1987) O Elevador da Glória (EMI)
- (1989) O Rapaz do Trapézio Voador (EMI)
- (1991) Disco Pirata (Alcobia Records)
- (1992) A Marca Amarela (Ariola)
- (2000) Onde o Tempo Faz a Curva (Ariola, BMG Portugal)
- (2003) Acordar (Polydor, Universal Music Portugal)
- (2008) 8 (iPlay)
- (2014) Space Monster MXMLXXXI - MMXIV (Blitz)

### Compilações
- (2001) A Vida num só Dia - Best Of (1984 - 2001) (EMI)
- (2004) Grandes Êxitos (EMI Music Portugal)
- (2008) Grandes Êxitos Vol. 2 (EMI Music Portugal)

### Colectâneas
- (1993) Johnny Guitar (
EMI-Valentim De Carvalho), com "Rock'n'roll (Eu é Mais)"
- (1999) XX Anos XX Bandas (EMI), com "Morte Lenta"
- (2003) Frágil 21 (Columbia), com "Entre a Espada e a Parede"

### Xana a solo
- (1994) As Meninas Boas Vão para o Céu, as Más para Todo a Parte (RCA)
- (1998) Manual de Sobrevivência (NorteSul)

### Flak a solo
- (1998) Flak (Ariola )
- (2015) Nada Escrito (Uguru)
- (2018) Cidade Fantástica (Azáfama)